# Thermodesulfobacterium hveragerdense
Thermodesulfobacterium hveragerdense es una bacteria gramnegativa del género Thermodesulfobacterium. Fue descrita en el año 1999. Su etimología hace referencia a la ciudad de Hveragerd, Islandia. Es anaerobia, inmóvil, crece individual o en cadenas de 2 o 3 células. Tamaño de 0,5 μm de ancho por 2,8 μm de largo. Temperatura de crecimiento de 55-74 °C, óptima entre 70-74 °C. Utiliza el hidrógeno como donador de electrones y el azufre como aceptor. Se ha aislado de una fuente termal en Islandia. 